# Sorghum halepense
Die Wilde Mohrenhirse (Sorghum halepense) ist eine Pflanzenart aus der Gattung der Sorghumhirsen (Sorghum) innerhalb der Familie der Süßgräser (Poaceae). Deutschsprachige Trivialnamen sind gelegentlich Wilde Sorghumhirse, Aleppo-Mohrenhirse, Wilde Mohrenhirse, Aleppohirse oder (wie in Englischer Sprache) Johnsongras.

## Beschreibung

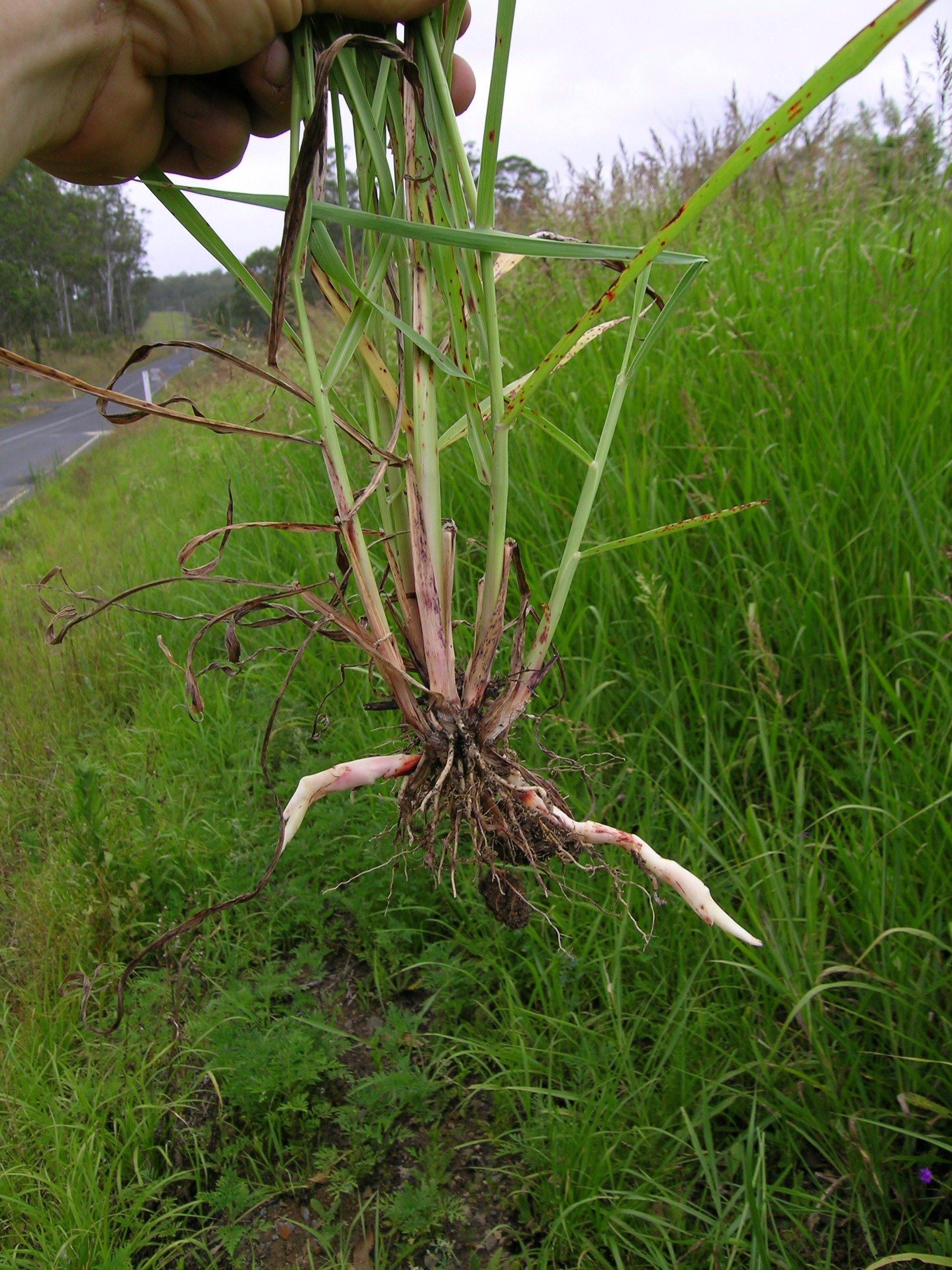
Ausgegrabene Pflanze mit Rhizomen

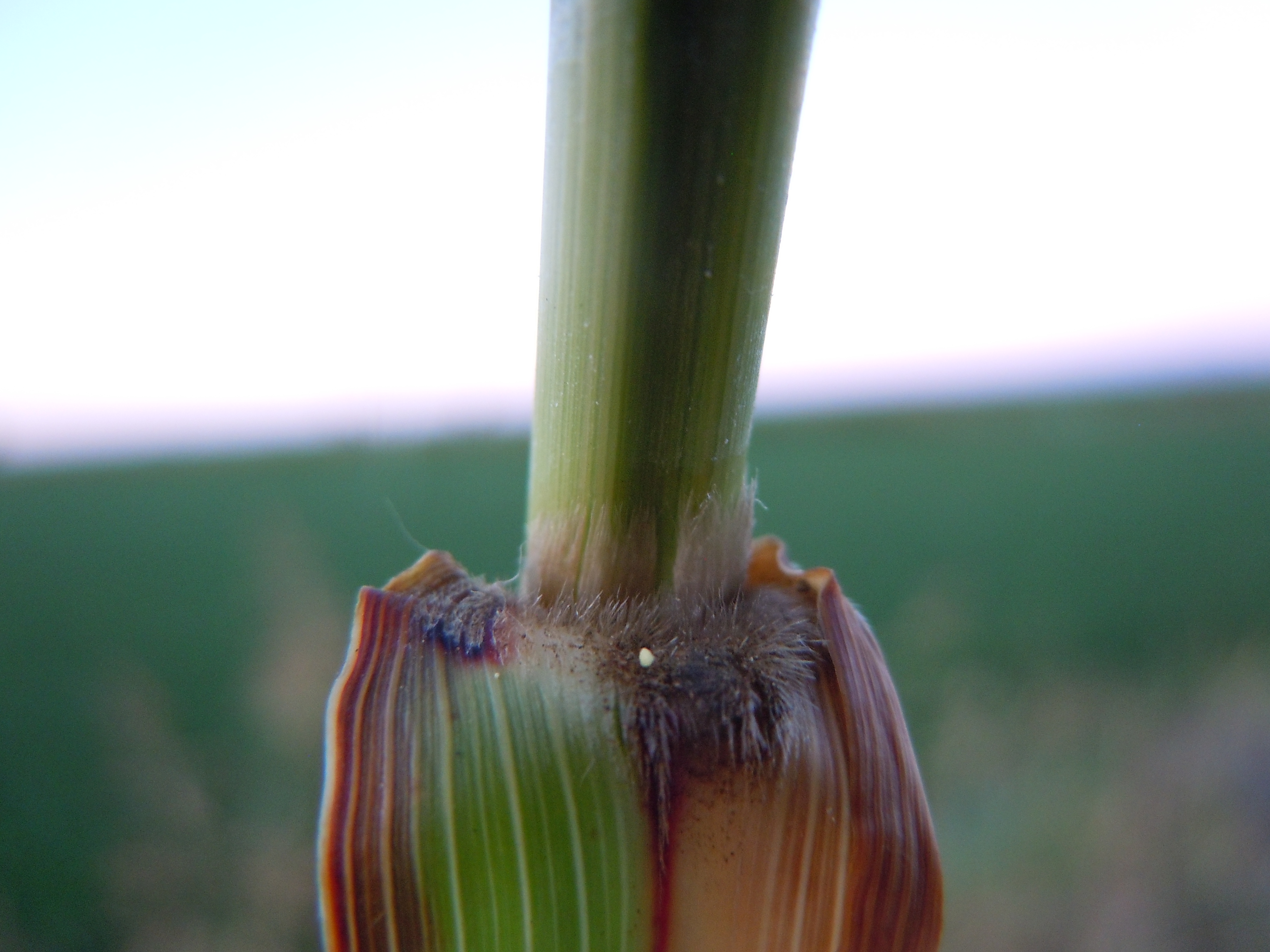
Halm und Blatthäutchen

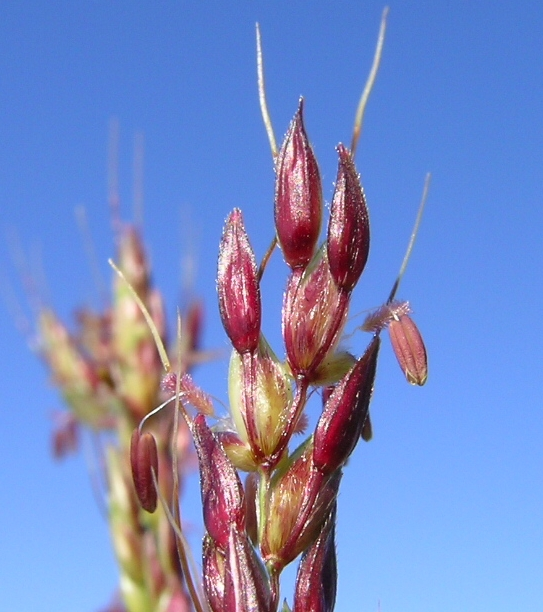
Blühende Ährchen

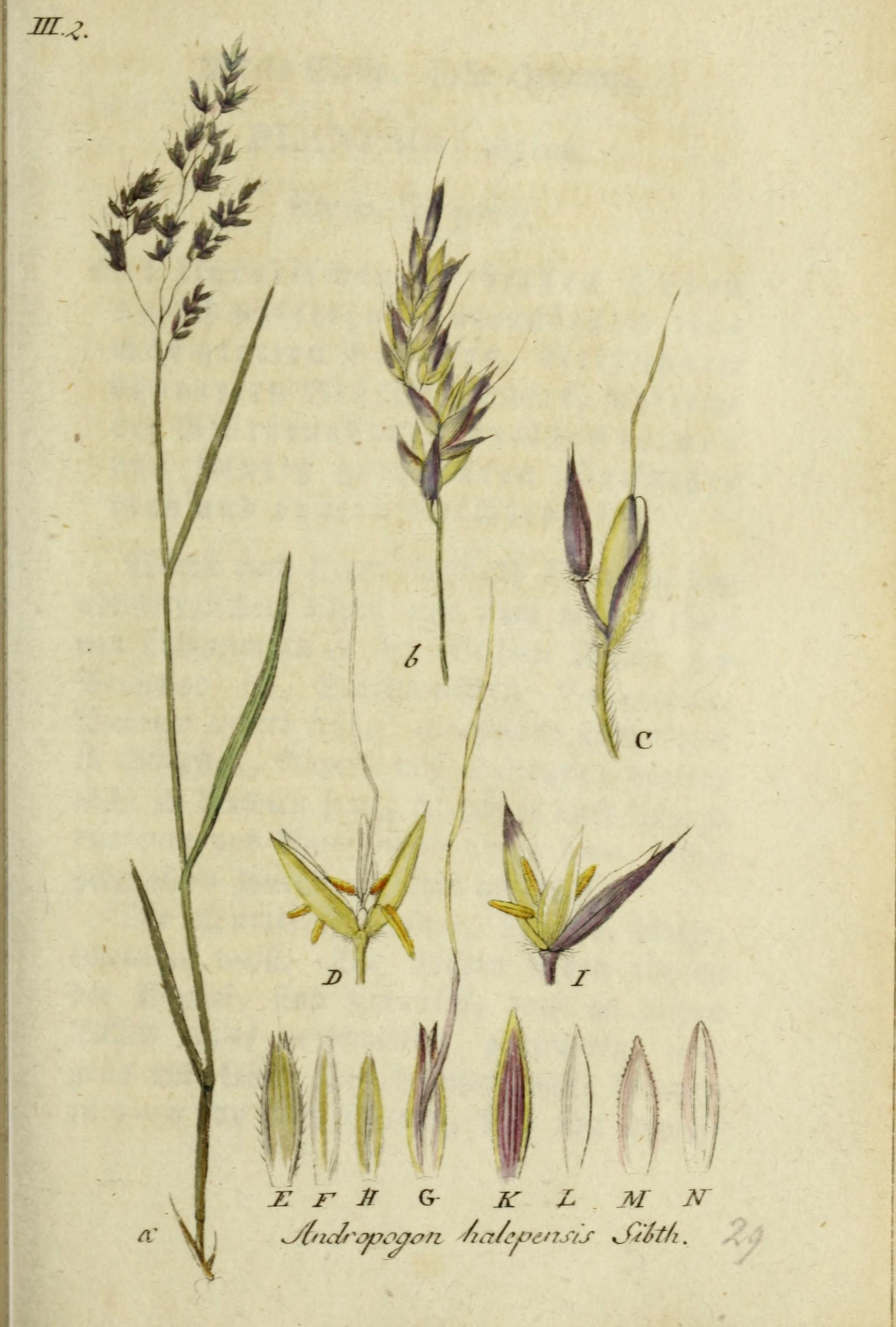
Illustration aus Deutschlands Flora in Abbildungen nach der Natur

### Vegetative Merkmale
Sorghum halepense ist eine ausdauernde krautige Pflanze. Sie bildet relativ lange, unterirdisch kriechende Rhizome. Die oberirdischen Pflanzenteile sterben im Winter ab, das Rhizom überwintert. Dieses robuste, aufrechte Süßgras erreicht in Mitteleuropa Wuchshöhen von 140 bis 150 Zentimetern, in wärmeren Klimaten manchmal sogar 200 Zentimetern. Der Halm ist rund, kahl, nur an den Knoten dicht hell flaumig behaart (selten kahl) und gelegentlich an der Basis verzweigt.
Jungpflanzen von Sorghum halepense können auf dem Acker leicht mit etwas schmalblättrigen Exemplaren von Mais (Zea mays) verwechselt werden. Von den Kulturpflanzen Sorghumhirse und Sudangras ist eine habituelle Unterscheidung bei jungen Pflanzen anhand der Rhizome und der viel kleineren Ährchen möglich.
Die wechselständig angeordneten Laubblätter sind in Blattscheide und Blattspreite gegliedert. Die Blattscheide ist kahl. Das Blatthäutchen ist 1 bis 2, oder sogar 6 Millimeter lang, gestutzt und am Rand bewimpert oder mit Hautsaum. Die einfache, glatte und kahle Blattspreite ist 80 bis 90 Zentimeter lang und 1 bis 2 oder bis zu 4 Zentimeter breit.

### Generative Merkmale
Der lockere, ausgebreitete rispige Blütenstand ist in Europa bis zu 30 Zentimeter lang, in Nordamerika bis zu 50 Zentimeter lang. Die Ährchen sind, wie typisch für die Gattung Sorghum, ungleich, jeweils ein zwittriges und ein rein männliches (oder gelegentlich steriles) Ährchen sitzen paarweise zu zweit bis fünft in einem traubenartigen Teilblütenstand. Das zwittrige Ährchen ist sitzend, abgeflacht und mit einer Länge von selten 3,8 bis, meist 5 bis 6 Millimetern elliptischem Umriss. Es sind zwei harte, ledrige, behaarte, gelbe Hüllspelzen vorhanden. Ihre häutige, zweispitzige Deckspelze trägt oft, aber nicht immer, eine gekniete Granne (die unbegrannte Form wurde als Sorghum halepense var. muticus beschrieben, dies wird von den meisten Autoren nicht mehr anerkannt). Es ist meist keine Vorspelze vorhanden. Das männliche Ährchen ist lang gestielt, 4,5 bis 6, selten bis zu 7 Millimeter lang und oft purpurfarben überlaufen. Ihre Spelzen sind stets unbegrannt.
Der Fruchtstand zerfällt zur Fruchtreife, jeweils unterhalb der ungestielten Ährchen und verstreut so die Körner (Karyopsen), daran ist diese Art leicht von der Kulturpflanze Sorghumhirse (Sorghum bicolor) zu unterscheiden, bei der die Ährchen, wie typisch für Getreide, bis zum Drusch auf dem Pflanzenexemplar verbleiben.

## Ökologie
Die Wilde Mohrenhirse ist eine C4-Pflanze.

## Standort und Verbreitung, ökonomische Bedeutung
Die Wilde Mohrenhirse ist fast weltweit verbreitet. Sie wird als „Ackerunkraut“ bewertet in landwirtschaftlichen Kulturen subtropischer bis tropischer Breiten, sie gilt aufgrund von Herbizidresistenz als Problemunkraut mit teilweise hohen Schäden. 
Sorghum halepense wächst überwiegend als sogenanntes „Unkraut“, also als Beikraut im Kulturland, insbesondere auf Getreideäckern. In der Auflistung von Leroy G. Holm: The World's Worst Weeds gehört es zu den zehn ökonomisch bedeutendsten „Unkräutern“ weltweit, mit Schwerpunkt in Kulturen von Mais, Baumwolle und Zuckerrohr. Sorghum halepense kommt weltweit in tropischen und subtropischen Breiten vor und strahlt von hier aus in die warmgemäßigten Zonen aus. Als ursprüngliche Heimat gilt das südliche Eurasien, vom östlichen Mittelmeerraum bis Indien. Sie kommt in Mitteleuropa, besonders im Süden adventiv mit Tendenz zur Einbürgerung, vor.
Die ökologischen Zeigerwerte nach Landolt et al. 2010 sind in der Schweiz: Feuchtezahl F = 2w (mäßig trocken aber mäßig wechselnd), Lichtzahl L = 4 (hell), Reaktionszahl R = 4 (neutral bis basisch), Temperaturzahl T = 5 (sehr warm-kollin), Nährstoffzahl N = 4 (nährstoffreich), Kontinentalitätszahl K = 2 (subozeanisch).
In Nordamerika werden Ertragsverluste von 25 bis 50 Prozent bei Zuckerrohr, 12 bis 33 Prozent im Mais und 23 bis 42 Prozent in Sojabohnen angegeben. Sorghum halepense bildet fruchtbare (fertile) Hybride mit der Getreideart Sorghumhirse aus, was deren Zucht durch genetische Introgression behindert. Andererseits ist Sorghum halepense ein ertragreiches und beliebtes Weidegras und Viehfutter. Ein Anbau, etwa auch zur Biomassegewinnung, wird wegen der ökonomischen Probleme als Unkraut nicht mehr so oft wie früher durchgeführt. Früher wurde die Art als Viehfutter ausgesät und so künstlich verbreitet. In Afrika, so in Simbabwe wird sie als Viehfutter angebaut, sie verwildert hier an feuchten Standorten wie Flussufern.
Nach Norden wird die Verbreitung durch die Frostempfindlichkeit der Rhizome begrenzt. Im Experiment überlebten diese Temperaturen unter -3 °C weniger als 24 Stunden lang. In Nordamerika überlebten Rhizome in mehr als 20 Zentimeter Bodentiefe aber Lufttemperaturen von -9 °C über längere Zeiträume. Während die oberirdischen Pflanzenteile empfindlich gegenüber sehr hohen Lufttemperaturen und Dürre sind, können die Rhizome sowohl Dürrezeiten wie mehrere Wochen Überflutung ertragen. Sorghum halepense gedeiht am besten auf gut wasserversorgten, nährstoffreichen, lockeren, neutralen bis schwach sauren Böden.
In Nordamerika wurde die hier Johnsongras genannte Art um 1800 als Viehfutter eingeführt. Sie ist, neben dem Vorkommen in Äckern und Kulturland, weit verbreitet verwildert auf Weiden, in Unkrautfluren und an Ufern, immer auf gut wasserversorgten Standorten, wobei der Oberboden trocken sein kann, wenn in der Tiefe Wasser vorhanden ist. Sorghum halepense etabliert sich nur auf oft gestörten Böden und wird aus dichter, ungestörter Vegetation verdrängt. Versuche einer Bekämpfung überdauert es aber lange Zeit aufgrund der unterirdischen Rhizome. Sorghum halepense wird oft vom Weidevieh ausgebreitet, da die harten Samen die Darmpassage unbeschadet überstehen. In gemähten Beständen vermag es sich nicht zu halten.

## Taxonomie und Systematik
Die Erstveröffentlichung erfolgte 1753 unter dem Namen (Basionym) Holcus halepensis durch Carl von Linné in seinem Werk Species Plantarum, Tomus II, S. 1047. Die Neukombination zu Sorghum halepense wurde 1805 durch Christian Hendrik Persoon in Synopsis Plantarum: seu Enchiridium botanicum, complectens enumerationem systematicam specierum hucusque cognitarum, Band 1, S. 101 veröffentlicht.
Sorghum halepense wird mit der Sorghumhirse Sorghum bicolor sowie der ebenfalls rhizombildenden Sorghum propinquum zur Sektion Sorghum in der Untergattung Sorghum s. str. innerhalb der Gattung Sorghum gestellt. Im Gegensatz zu den meisten anderen Arten der Gattung Sorghum ist Sorghum halepense tetraploid mit einer Chromosomenzahl von 2n = 2x = 40. Deshalb wurde schon seit längerer Zeit vermutet, dass Sorghum halepense auf eine Hybridisierung zweier anderer Sorghum-Arten zurückgeht. Die vermuteten Eltern sind Sorghum bicolor und Sorghum propinquum. Eine ebenfalls diskutierte Beteiligung von Sorghum virgatum ist nach genetischen Untersuchungen unwahrscheinlich.